# Arès
 Arès là một xã thuộc tỉnh Gironde trong vùng Aquitaine tây nam nước Pháp. THị trấn có dân số là 4680 người (thời điểm 1999). Xã nằm trong vùng đô thị của thành phố Bordeaux.